# Соловьёв, Зиновий Петрович
Зино́вий Петро́вич Соловьёв (10 (22) ноября 1876, Гродно — 6 ноября 1928, Москва) — русский и советский медик, революционер, один из организаторов советского здравоохранения, заместитель Наркома здравоохранения РСФСР, основатель «Артека».

## Биография
Родился в семье обер-офицера, коллежского секретаря, чиновника губернского правления по межевому отделению Петра Павловича Соловьёва (1841 — ?) и Фёклы Флориановны Мицкевич. В Гродно семья жила до 1881 года — первые 5 лет жизни Зиновия Соловьёва. Детство Зиновия Соловьёва продолжается в Уфе, а затем в Симбирске. Закончил в 1897 году ту же гимназию, в которой учился В. И. Ленин, учился в одном классе с Дмитрием Ильичом Ульяновым. Был репетитором известного поэта «серебряного века» Велимира Хлебникова. В 1897 году поступил на медицинский факультет Казанского университета, который окончил в 1904 году. Доброволец общества Красного Креста в русско-японскую войну. Позже З. П. Соловьев работает санитарным врачом в Симбирском земстве. В конце 1906 года он получает приглашение в Саратов на должность врача-эпидемиолога губернской земской управы.

В 1898 году вступил в РСДРП и вскоре за революционную деятельность был арестован. В 1908 году арестован вновь в Саратове за активное участие в революционном движении и по приговору суда сослан в 1909 году на 3 года в Вологодскую губернию в Усть-Сысольск (Сыктывкар), откуда в 1912 году переведён в Великий Устюг. Вскоре освобождён из-под надзора полиции за истечением срока ссылки и направлен в Казань, куда, однако, не прибыл. В ссылке заболел туберкулёзом. По приглашению знакомых земских врачей приехал в Москву и начал работать секретарём «Лиги борьбы с туберкулёзом». В 1916 году как секретарь врачебно-санитарного отдела Всероссийского Земского Союза занимается расширением здравницы Красного Креста в Ай-Даниле в Крыму для лечения воинов, больных туберкулёзом.

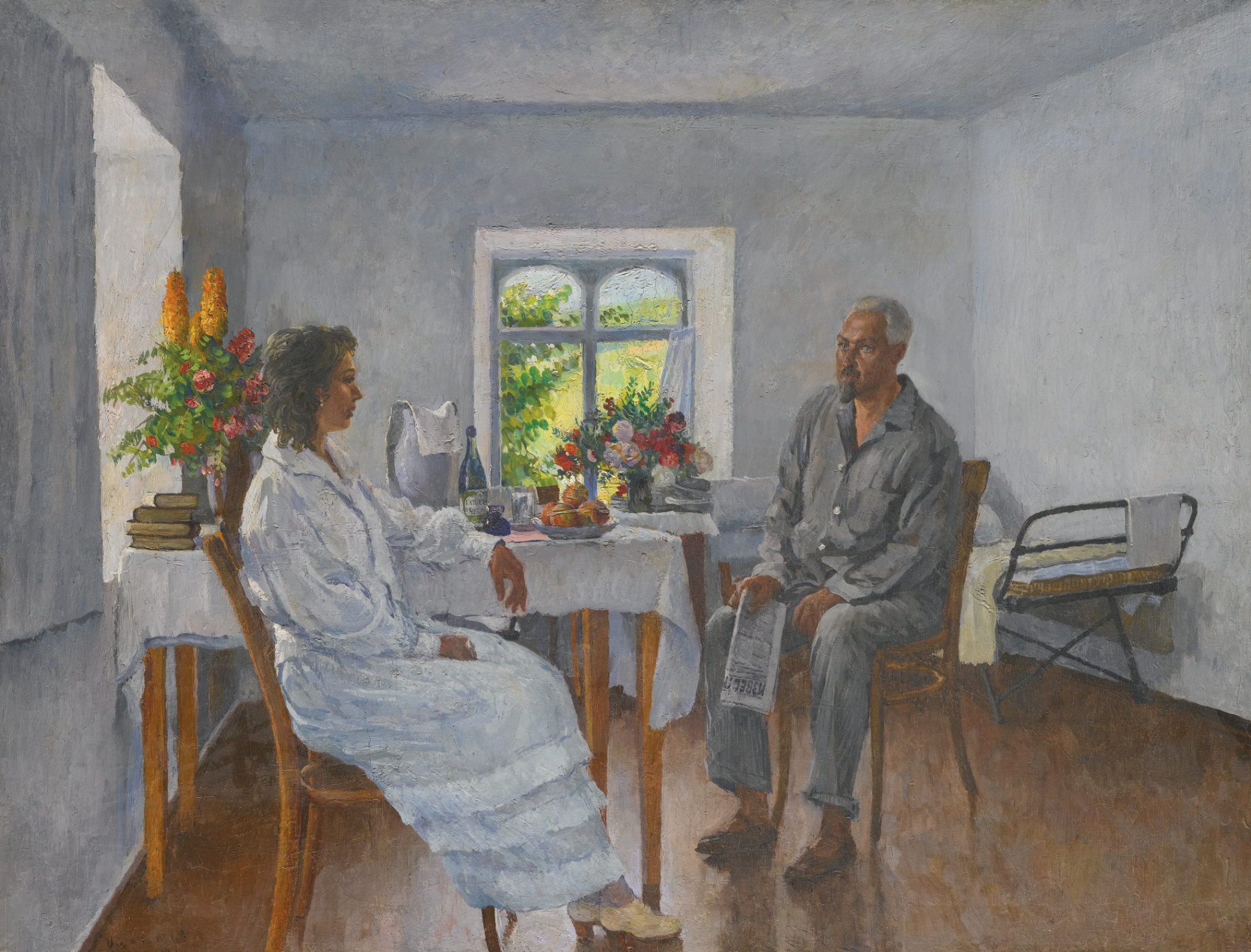
Машков И. И., Маргарита Ивановна и Зиновий Петрович Соловьёв на отдыхе в Артеке (1926 г.)

Осенью 1917 году Соловьёв входит в военно-революционный комитет Хамовнического района Москвы, участвует в организации вооруженного Октябрьского восстания в Петрограде. В начале 1918 года Соловьёв — заведующий отделом здравоохранения Народного комиссариата внутренних дел. 11 июля 1918 года утверждён заместителем наркома здравоохранения, начальником отдела гражданской медицины созданного Народного комиссариата здравоохранения. В 1923—1928 годах — профессор кафедры социальной гигиены медицинского факультета 2-го МГУ.
С января 1920 года до последнего дня жизни — начальник Главного Военно-санитарного управления РККА. С 1919 года — председатель Исполкома Российского общества Красного креста (РОКК). Под его руководством Красный Крест обеспечивал питание 30 тыс. детей в голодающих районах Поволжья, Киргизии, Крыма. РОКК координировало оказание помощи от Международного Красного Креста, под эгидой которого были объединены Американская администрация помощи (АРА), Международный альянс «Спасём детей», ряд религиозных благотворительных обществ и др. По его инициативе и при активном участии была создана Служба здоровья юных пионеров (1924), пионерский лагерь-санаторий Артек в Крыму (1925) и ряд детских оздоровительных учреждений.

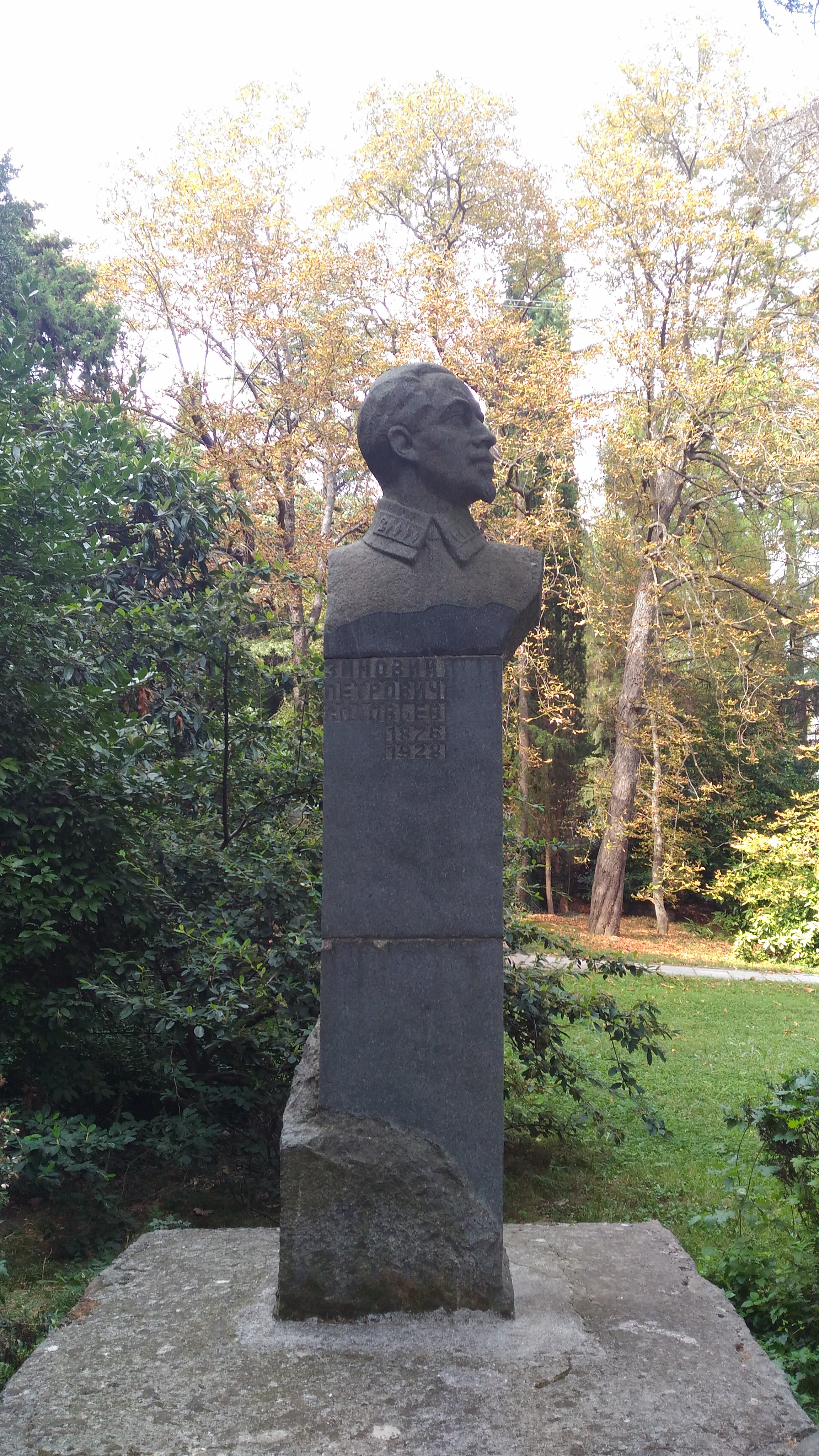
Памятник З. П. Соловьеву в Гурзуфе

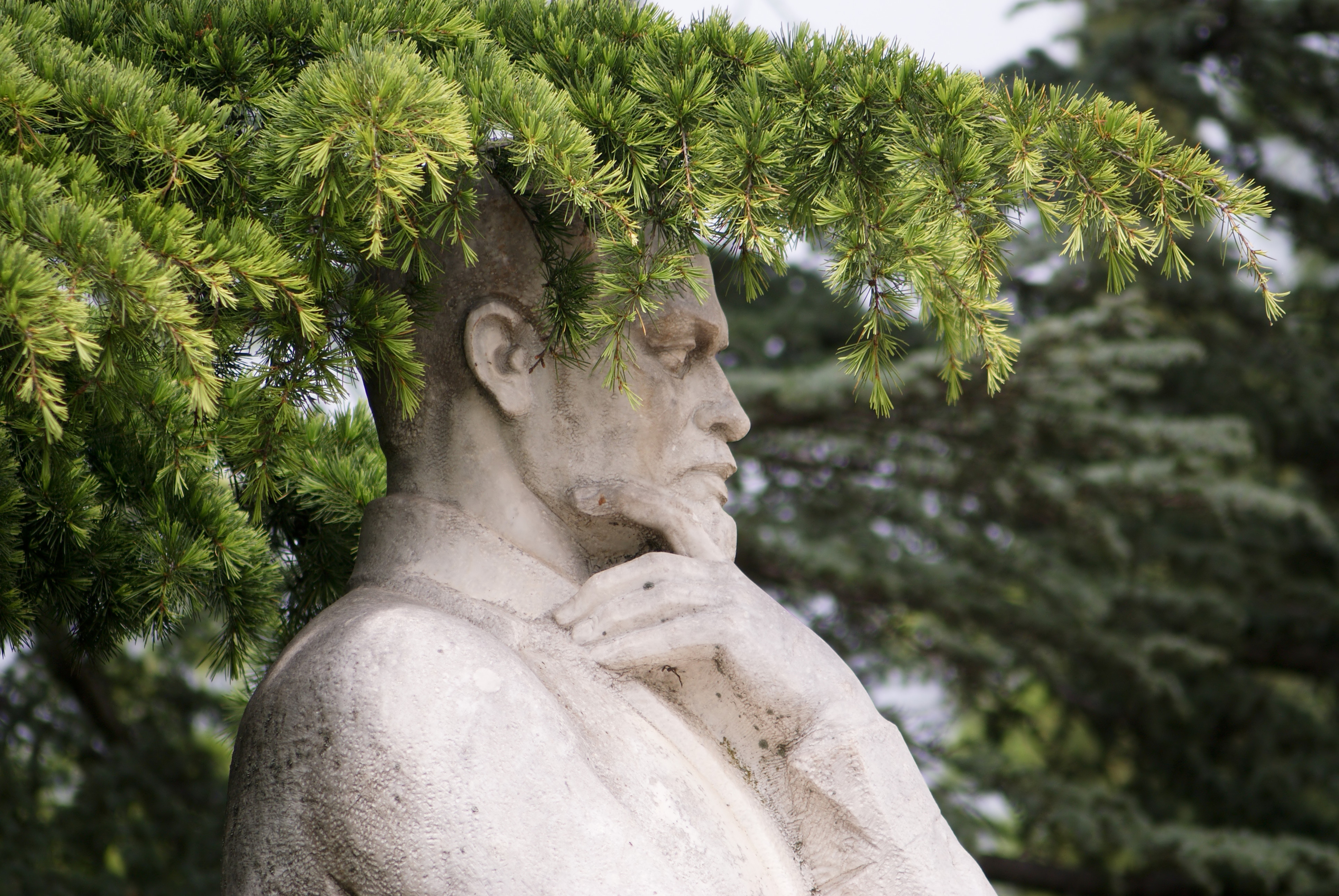
Памятник З. П. Соловьеву в Артеке

Занимаясь вопросами организации в Крыму первых здравниц для трудящихся и бойцов Красной Армии, Зиновий Петрович много ездил по Южному берегу Крыма. Жена 3.П. Соловьева, Маргарита Ивановна (сведения доктора медицины Б.Д. Петрова), как-то вспоминала, что Зиновий Петрович всерьез задумался о создании исключительно детской базы отдыха на крымском побережье: дети в Гражданскую войну натерпелись горя больше, чем взрослые. Зиновий Петрович ездил осенью 1924 года в сторону Коктебеля и Судака, но не нашел там чего-либо, на его взгляд, подходящего под детскую здравницу. Уже в последние дни отпуска 3.П. Соловьев решил осмотреть местечко «Артек», о котором он слышал, но никогда там не бывал. И вот что об этом рассказывал сам Зиновий Петрович: «Я как-то в тихий осенний вечер бродил по берегу моря около Аю-Дага. Золотились вершины гор, тихо шумели дубы и сосны, поступь шагов заглушалась плеском волны. Давно не чувствовал я такой тишины, покоя и красоты...
Когда я тотчас поделился мыслями с будущим организатором артековского лагеря Ф.Ф. Шишмарёвым, то мы, быстро поняв друг друга с двух слов, сошлись на плане устройства в «Артеке» опытного пионерского лагеря... С этой целью Красный Крест арендовал весь «Артек» (площадью до 100 десятин (108 гектаров — Авт.) с его дачами, парками, лесами и лугами...».

## Память

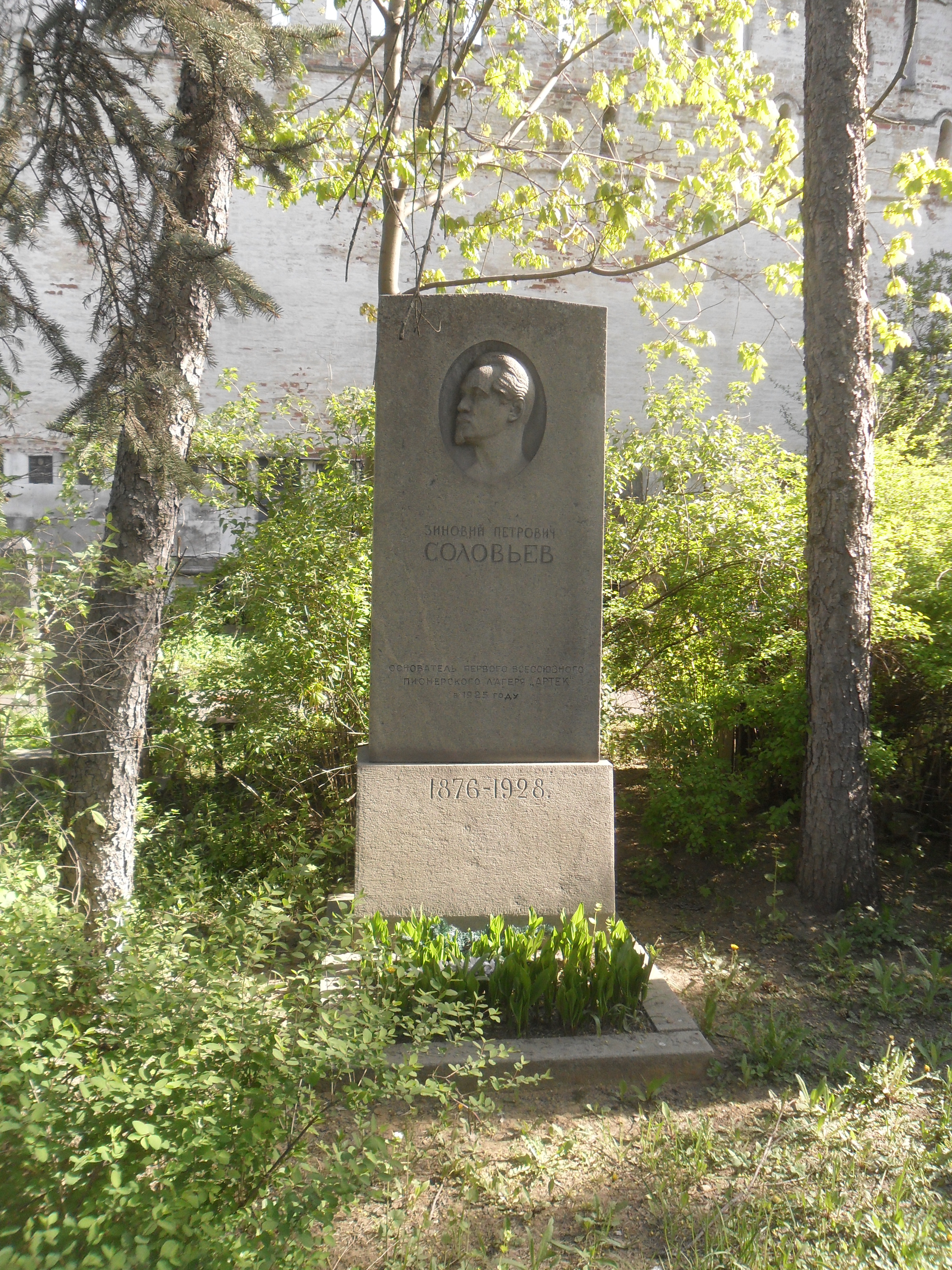
Могила Соловьёва на Новодевичьем кладбище Москвы.

С 1923 года имя З. П. Соловьёва носит Окружной военный госпиталь в Санкт-Петербурге, в помещении которого в 1963 году установлена мемориальная доска, текст которой гласит:

«Приказом Революционного военного совета РСФСР от 29 ноября 1923 года госпиталь назван: Петроградский Центральный Краснознаменный имени заместителя Наркомздрава и начальника Главсанупра З. П. Соловьёва военный госпиталь. Соловьёв Зиновий Петрович (1876—1928) — ученик и соратник В. И. Ленина, выдающийся теоретик и организатор советского здравоохранения, основоположник советской медицины, врач-большевик»

Имя З. П. Соловьёва также носит Московская специализированная клиническая больница № 8 имени З. П. Соловьёва — «Клиника неврозов», в становлении которой З. П. Соловьёв принимал деятельное участие.
Пионерский лагерь «Артек» непродолжительное время носил имя Соловьёва. Позже в его честь была названа одна из 10 артековских дружин. В лагере установлен памятник З. П. Соловьёву.
Именем З. П. Соловьёва был назван построенный в 1974 году грузовой пароход Дальневосточного морского пароходства.:

## Сочинения
- Пути и перепутья современной медицины
- Профилактические задачи лечебной медицины (1926)
- Вопросы военной медицины (1955)
- Вопросы социальной гигиены и здравоохранения. Избр. произведения. — M.: 1970.
- Научные основы военно-санитарной службы
- Каких врачей должна готовить высшая медицинская школа